# Bandera Hipercor

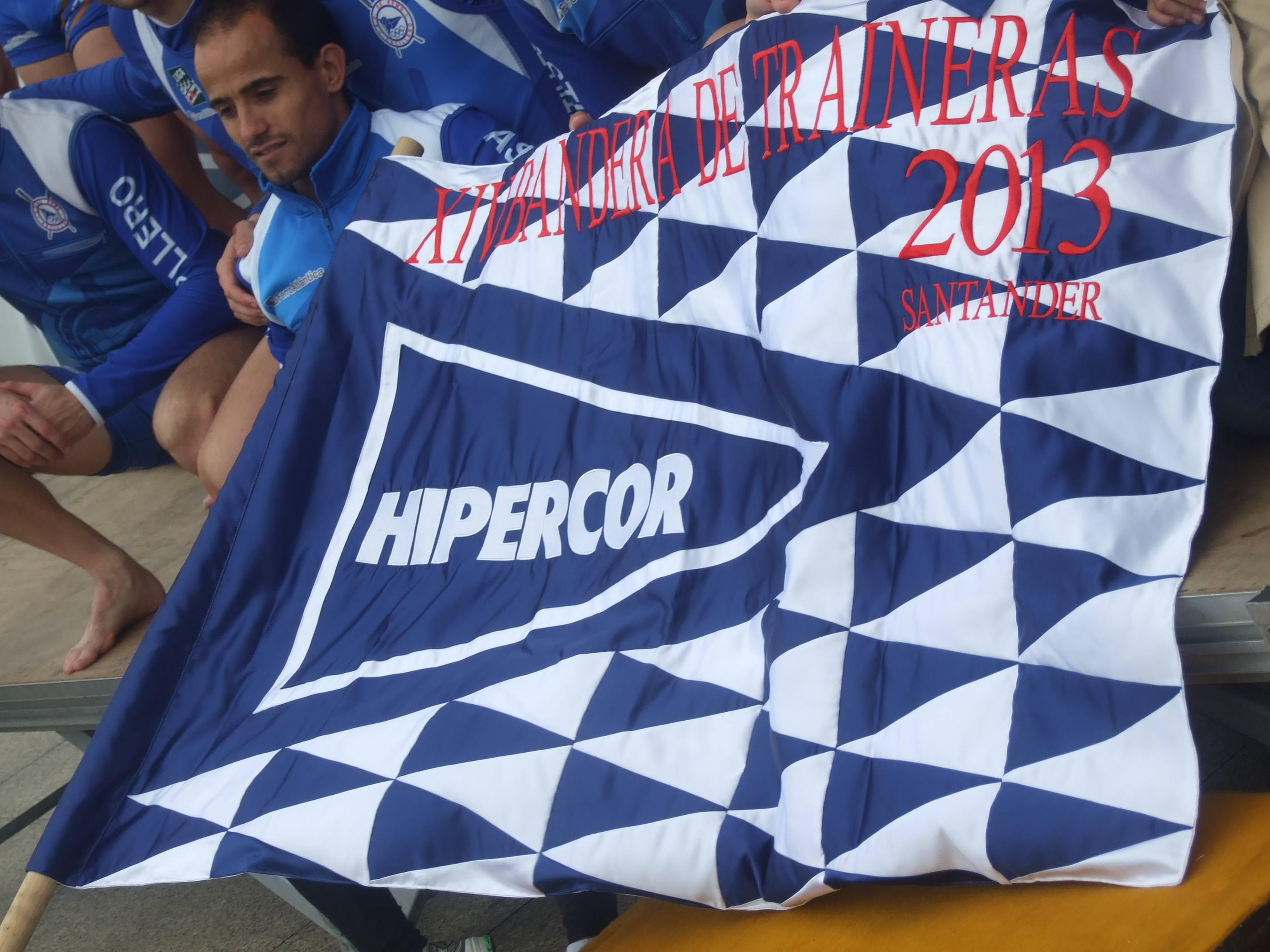
Premio que obtiene el ganador de la regata, la Bandera Hipercor.

La Bandera Hipercor es una competición anual de remo, concretamente de traineras, que tiene lugar en Cantabria desde el año 2000.

## Palmarés
| Edición | Año  | Campeón   | Segundo      | Tercero   |
| ------- | ---- | --------- | ------------ | --------- |
| I       | 2000 | Astillero | C. Santander | Castro    |
| II      | 2001 | Castro    | C. Santander | Astillero |
| III     | 2002 | Castro    | Astillero    | Pedreña   |
| IV      | 2003 | Astillero | Pedreña      | Laredo    |
| V       | 2004 | Astillero | Pedreña      | Castro    |
| VI      | 2005 | Castro    | Pedreña      | Astillero |
| VII     | 2006 | Pedreña   | Castro       | Astillero |
| VIII    | 2007 | Pedreña   | Pontejos     | Camargo   |
| IX      | 2008 | Castro    | Astillero    | Pedreña   |
| X       | 2009 | Castro    | Pedreña      | Astillero |
| XI      | 2010 | Pedreña   | Astillero    | Santoña   |
| XII     | 2011 | Pedreña   | Castro       | Astillero |
| XIII    | 2012 | Pedreña   | Castro       | Astillero |
| XIV     | 2013 | Astillero | Pedreña      | Castreña  |
| XV      | 2014 | Astillero | Pedreña      | Santoña   |
| XVI     | 2015 | Pedreña   | Astillero    | Castreña  |
| XVII    | 2016 | Astillero | Pedreña      | Camargo   |
| XVII    | 2017 | Pedreña   | Astillero    | Santoña   |
| XVIII   | 2018 | Astillero | Pedreña      | Camargo   |
| XIX     | 2019 | Astillero | Pedreña      | Castreña  |
| XX      | 2020 | Pedreña   | Astillero    | Camargo   |
| XXI     | 2021 | Pedreña   | Castreña     | Camargo   |
| XXII    | 2022 | Pedreña   | Castreña     | Camargo   |
| XXIII   | 2023 | Pedreña   | Camargo      | Astillero |
| XXIV    | 2024 | Camargo   | Pedreña      | Castreña  |